# عزلة بني أسعد (إب)

تعديل مصدري - تعديل

عزلة بني أسعد هي إحدى عزل مديرية حزم العدين في محافظة إب اليمنية ويبلغ تعداد سكانها 4805 نسمة حسب التعداد السكاني في اليمن لعام 2004.